# Terminalia franchetii
Espèce
Synonymes
- Terminalia dukouensis W.P. Fang & P.C. Kao[1]
- Terminalia franchetii var. franchetii[1]
- Terminalia triptera Franch.[1] [2]

Terminalia franchetii est une espèce de plantes à fleurs dicotylédones de la famille des Combretaceae, originaire d'Asie.

## Liste des variétés
Selon Catalogue of Life (27 août 2016) :
- variété Terminalia franchetii var. glabra
- variété Terminalia franchetii var. intricata
- variété Terminalia franchetii var. membranifolia
- variété Terminalia franchetii var. tomentosa

Selon The Plant List (27 août 2016) :
- variété Terminalia franchetii var. intricata (Hand.-Mazz.) Turland & C. Chen

Selon Tropicos (27 août 2016) (Attention liste brute contenant possiblement des synonymes) :
- variété Terminalia franchetii var. franchetii
- variété Terminalia franchetii var. glabra Exell
- variété Terminalia franchetii var. intricata (Hand.-Mazz.) Turland & C. Chen
- variété Terminalia franchetii var. membranifolia A.C. Chao
- variété Terminalia franchetii var. tomentosa Nanakorn